# Mitsukuni Tokugawa
Mitsukuni Tokugawa (jap. 徳川光圀 Tokugawa Mitsukuni; ur. 1628, zm. 1700), znany też jako Mito Kōmon (水戸黄門), Seizan (西山) i Gikō (義公) – japoński uczony i daimyō okresu Edo, nazywany niekiedy „japońskim Markiem Aureliuszem”.

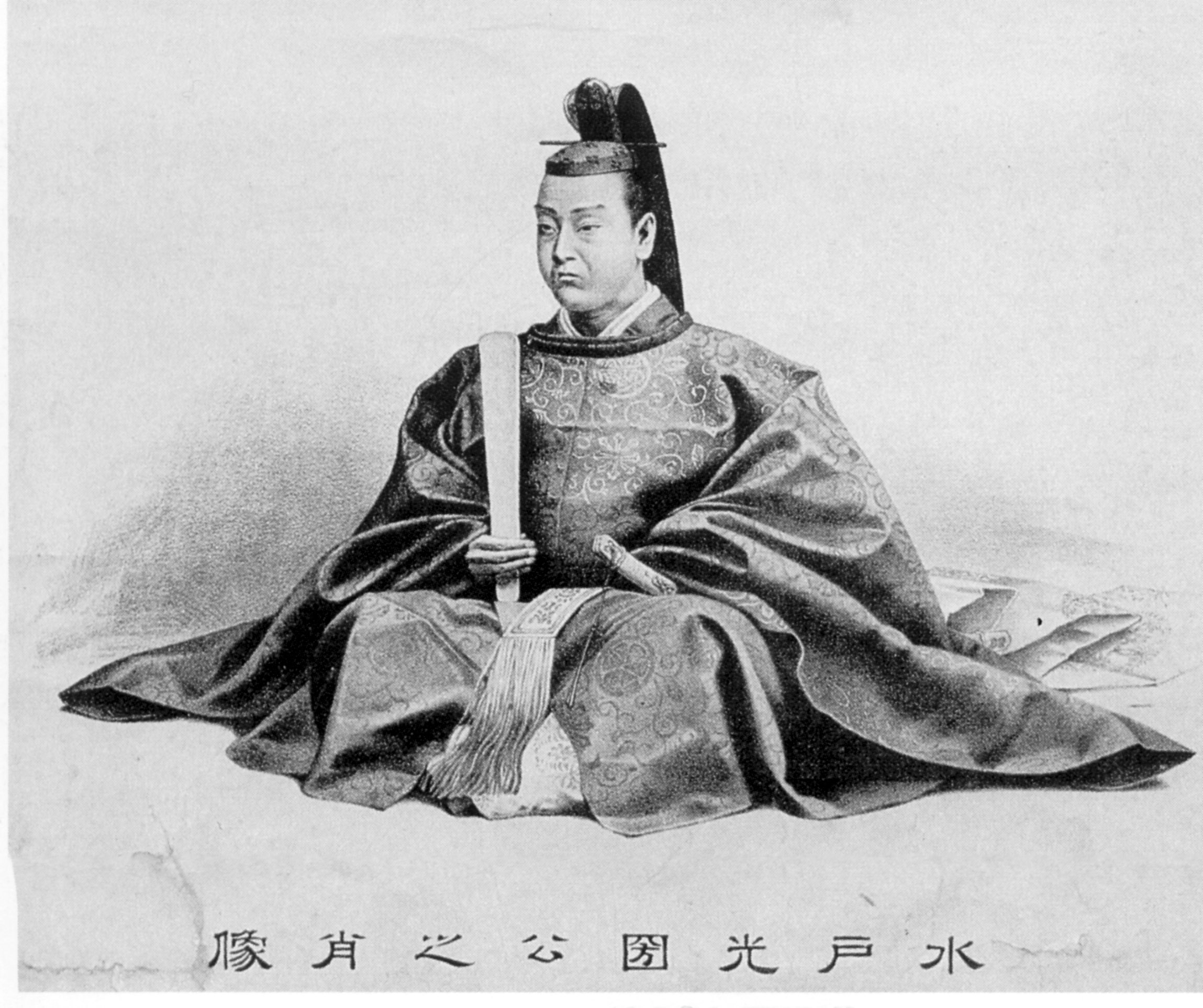
Mitsukuni Tokugawa

Należał do bocznej gałęzi rodu Tokugawa, jego dziadem był pierwszy siogun z tej dynastii, Ieyasu Tokugawa. W latach 1661–1690 był daimyō hanu Mito. Będąc sprawnym administratorem i człowiekiem o szerokich zainteresowaniach, uczynił swój dwór promieniującym ośrodkiem intelektualnym, gromadząc olbrzymi księgozbiór i ściągając licznych uczonych z całej Japonii. Zainicjował monumentalny projekt spisania Wielkiej historii Japonii (Dai Nihonshi), ukończony dopiero w 1906 roku. Chociaż klimat intelektualny dworu w Mito utrzymany był w kanonach myśli neokonfucjańskiej, jednocześnie wyraźnie akcentowano na nim wątki narodowe i shintoistyczne. Najjaskrawszym przykładem tego było zburzenie w całym hanie z rozkazu Mitsukuniego ponad 1000 świątyń buddyjskich i budowy na ich miejsce w każdej wsi chramu shintō.
Po śmierci postać Mitsukuniego stała się obiektem swoistego rodzaju kultu, szczególnie promowanego w epoce Meiji. Uczyniono go m.in. bohaterem popularnego japońskiego serialu telewizyjnego Mito Kōmon. We wzniesionej w 1874 roku w Mito świątyni Tokiwa-jinja czczony jest jako kami.